# موزه کوتا جوهور لاما
موزه کوتا جوهور لاما (مالایی: Muzium Kota Johor Lama) موزه ای در جوهور لاما، منطقه کوتا تینگی، ایالت جوهور، مالزی است. موزه دربارهٔ پیشینهٔ جوهور لاما است.

## معماری
موزه، همانند یک خانهٔ سنتی است. آن شامل پنج بخش، همچون دیباچهٔ کوتا جوهور لاما، حکمرانان قلمروهای پادشاهی، داد و ستدهای تجاری و جنگ‌ها، دژهای نظامی در امتداد رود جوهور و مقبره‌های مختلفی که از کاوش‌های باستان‌شناسی در منطقه کوتا تینگی به دست آمده است، می‌باشد.

## نمایشگاه
موزه، اطلاعاتی دربارهٔ پیشینه کوتا جوهور لاما، که بعد از سقوط سلطان‌نشین ملاکا در سال ۱۵۱۱، مرکز حکومت بود، در معرض نمایش می‌گذارد.